# Tell Šejk Hamad
Tell Šejk Hamad (arabsko تل الشيخ حمد‎) ali Dur-Katlimmu je arheološko najdišče v vzhodni Siriji ob spodnjem toku reke Habur, pritoku Evfrata.

## Bakrena doba
Tell Šejk Hamad je bil naseljen od pozne bakrene dobe (pozni neolitik, M4). V tem času je bil majhno naselje.

## Asirsko mesto  Dur-Katlimmu
Od 10. do 7. stoletja pr. n. št. je bil asirsko mesto Dur-Katlimmu, ustanovljeno verjetno med vladanjem Šalmaneserja I. Ime Dur-Katlimmu se morda nanaša na limmuja (imenovanega kraljevega uradnika) Ina-Aššur-šuma-asbata, sina Aššur-nadin-šume.
Med propadanjem Asirskega cesarstva (911-605 pr. n. št.) se je  po padcu Niniveja, Harrana in Karkemiša del asirske armade umaknilo v zahodni kot Asirije. V  Dur-Katlimmuju in njegovi okolici so se ohranili številni sirski kraljevi zapisi iz obdobja 604-599 pr. n. št., zato je mogoče, da so se ostanki asirske državne uprave in armade še nekaj let obdržali.
Po padcu Asirskega cesarstva je Dur-Katlimmu postal eno od majhnih bližnjevzhodnih in srednjevzhodnih mest. Imenoval se je   Magdalu/Magdala/Migdal/Makdala/Majdal. Vsa imena so semitska in pomenijo  "utrjena vzpetina" ali "stolp".

## Arheološke raziskave
Med arheološkimi izkopavanji se je našlo 550 klinopisnih akadskih in 40 aramejskih besedil, ki so bila v lasti visokega Asurbanipalovega častnika.
Anatolska agencija poroča, da so med sirsko državljansko vojno julija 2020 Tell Šejk Hamad raziskovali francoski arheologi.